# 变色血红色杜鹃
变色血红色杜鹃（学名：Rhododendron sanguineum var. didymoides）为杜鹃花科杜鵑花屬下的一个变种。